# Agnieszka Pachciarz
Agnieszka Pachciarz (ur. 6 lutego 1973 w Jarocinie) – polska prawniczka, radca prawny, w 2012 podsekretarz stanu w Ministerstwie Zdrowia, następnie do 2013 prezes Narodowego Funduszu Zdrowia, w 2015 zastępca prezydenta Poznania.

## Życiorys
Pochodzi z Panienki w gminie Jaraczewo. W 1992 ukończyła Liceum Ogólnokształcące im. T. Kościuszki w Jarocinie. Ukończyła studia na Wydziale Prawa i Administracji Uniwersytetu im. Adama Mickiewicza w Poznaniu.
W 2004 uzyskała uprawnienia radcy prawnego, współpracowała z organizacjami samorządu lekarskiego i instytucjami administracji zdrowotnej. Od 2005 zarządzała jednostkami służby zdrowia w Słupcy i Pleszewie.
6 marca 2012 została powołana na stanowisko podsekretarza stanu w Ministerstwie Zdrowia w rządzie Donalda Tuska. 27 czerwca tego samego roku objęła urząd prezesa Narodowego Funduszu Zdrowia, zastępując Jacka Paszkiewicza. Na wniosek ministra zdrowia Bartosza Arłukowicza 19 grudnia 2013 została odwołana z tego stanowiska.
Od 1 marca 2014 do 8 lutego 2015 była prezesem spółki kapitałowej Uniwersyteckie Centrum Stomatologii i Medycyny Specjalistycznej, należącej do Uniwersytetu Medycznego im. Karola Marcinkowskiego w Poznaniu, a 27 lutego 2014 weszła w skład rady nadzorczej spółki Poznańskie Inwestycje Miejskie, powołanej przez Radę Miasta Poznania.
W styczniu 2015 została zastępcą prezydenta Poznania Jacka Jaśkowiaka. Zrezygnowała z tej funkcji w sierpniu tego samego roku. W październiku 2015 została doradcą zarządu powiatu średzkiego ds. restrukturyzacji szpitala w Środzie Wielkopolskiej, a w styczniu 2016 doradcą ds. restrukturyzacji szpitala w Krotoszynie. W latach 2017–2024 pełniła funkcję dyrektora Wielkopolskiego Oddziału Wojewódzkiego Narodowego Funduszu Zdrowia w Poznaniu. W 2024 objęła funkcję dyrektora Szpitala Klinicznego im. Karola Jonschera Uniwersytetu Medycznego im. Karola Marcinkowskiego w Poznaniu.